# Станово (Закарпатская область)
Ста́ново (укр. Станово) — село в Верхнекоропецкой сельской общине Мукачевского района Закарпатской области Украины.
Население по переписи 2024 года составляло 900 человек. Почтовый индекс — 89668. Телефонный код — 3131. Занимает площадь 2,604 км². Код КОАТУУ — 2122787201.